# والری گوبوروف
والری گوبوروف (روسی: Валерий Григорьевич Гоборов؛ ۲۰ ژانویهٔ ۱۹۶۶ – ۷ سپتامبر ۱۹۸۹) بازیکن بسکتبال اهل اتحاد جماهیر شوروی سوسیالیستی بود.
از باشگاه‌هایی که در آن بازی کرده‌است می‌توان به باشگاه بسکتبال زسکا مسکو اشاره کرد.